# ساری‌قمیش (شهرستان بادکند)
ساری‌قمیش (به لاتین: Sary-Kamysh) یک منطقهٔ مسکونی در قرقیزستان است که در شهرستان قدم‌جای واقع شده‌است. ساری‌قمیش ۶ نفر جمعیت دارد.